# روکورونیوم برماید
روکورونیوم برماید (انگلیسی: Rocuronium bromide) یک آمینواستروئید مسدودکننده عصبی عضلانی غیر دپلاریز کننده یا شل کننده عضلانی است که در بیهوشی مدرن برای تسهیل لوله گذاری تراشه با ایجاد آرامش عضلانی اسکلتی، که بیشتر برای جراحی یا تهویه مکانیکی مورد نیاز است، استفاده می‌شود. این دارو همچنین برای لوله گذاری استاندارد داخل تراشه و همچنین برای القای توالی سریع (RSI) استفاده می‌شود.